# (14698) Scottyoung
(14698) Scottyoung est un astéroïde de la ceinture principale.

## Description
(14698) Scottyoung est un astéroïde de la ceinture principale. Il fut découvert le 3 janvier 2000 à Kitt Peak par le projet Spacewatch. Il présente une orbite caractérisée par un demi-grand axe de 2,42 UA, une excentricité de 0,15 et une inclinaison de 1,1° par rapport à l'écliptique.

## Compléments